# Бебо моја
Бебо моја  је деби студијски албум спрског фолк певача Немање Николића, издат 2005. године за Гранд продакшн.

## Списак песама
Аутор(и) свих текстова и песама: Драшко Савић. 
| №  | Назив                    | Трајање |  |
| 1. | Другарице                | 4:06    |  |
| 2. | Бебо моја                | 3:59    |  |
| 3. | Извини што си чекала     | 4:00    |  |
| 4. | Опрости ми моја младости | 4:24    |  |
| 5. | Нешто слатко             | 3:33    |  |
| 6. | Да се напијем            | 3:41    |  |
| 7. | У срце баш               | 2:49    |  |
| 8. | Хладан челик             | 4:04    |  |